# Nederlandsche Volkspartij
De Nederlandsche Volkspartij (NVP) was in de periode 1938-1939 een naar het fascisme neigende politieke partij in Nederland.
In het voorjaar van 1938 werd de NVP opgericht door de oud-NSB'er ds. G. van Duyl, de oud-redacteur van De Waag Marius Dirk Dijt en de oud-sociaaldemocraat Jan Duijs, ten tijde van de oprichting van de NVP overigens ook lid van de NSB. De oud-NSB'er G. Hofstede behoorde eveneens tot de leiding van de NVP. Uit de in september 1938 in het tijdschrift Nederland afgedrukte beginselverklaring bleek onder meer dat de NVP het antisemitisme verwierp, dat de minister-president verregaande bevoegdheden zou dienen te krijgen en dat hij terzijde zou moeten worden gestaan door een corporatieve Kamer van Arbeid.
In 1939 fuseerde de NVP met de Nederlandse afdeling van het Verdinaso tot het Verbond der Nederlanders, maar die fusie hield niet lang stand. Spoedig na het begin van de Duitse bezetting hield de NVP op te bestaan. Verdinaso-Nederland keerde terug bij de niet met de fusie meegegane Amsterdamse afdeling en ging op 9 november 1940 op in de NSB.

## Orgaan
Het orgaan van de NVP heette Ons Volk en verscheen 1x per twee weken en in de zomermaanden slechts 1x per maand. Het eerste nummer verscheen in juli 1938. Na de fusie met Verdinaso kreeg Ons Volk als toelichting: weekblad van het Verdinaso Nederland, met medewerking van de Nederlandsche Volks Partij, o.l.v. Ernst Voorhoeve en dr. Ir. M.D. Dijt. Vanaf 18 november 1939 weekblad van het Verbond der Nederlanders met als redacteur G.J. Zwertbroek en vanaf jaargang 2, nr. 2 (maart 1940) heette het strijdblad van het Verbond der Nederlanders.
 Portaal: Fascisme en nationaalsocialisme in Nederland · Fascisme · Nationaalsocialisme